# Schlebusch
Schlebusch ist ein Stadtteil der Stadt Leverkusen. Auf einer Fläche von 1031 ha hat er 23.846 Einwohner (31. Dezember 2023), die Bevölkerungsdichte beträgt 2313 Einwohner pro km².

## Geografische Lage
Der Stadtteil liegt im Südosten der Stadt und grenzt an Steinbüchel, Alkenrath, Manfort, Bergisch Gladbach-Schildgen und Köln-Dünnwald. Zu Schlebusch gehören auch die beiden Wohngebiete Waldsiedlung und Leimbacher Berg sowie die ländlichen Dörfer Edelrath bzw. Neuenhaus, Hummelsheim und Uppersberg. Außerdem entstand rund um das Jahr 2010 eine Wohnsiedlung, die nach ihrer Lage als „Bullenwiese“ bekannt ist.

## Geschichte

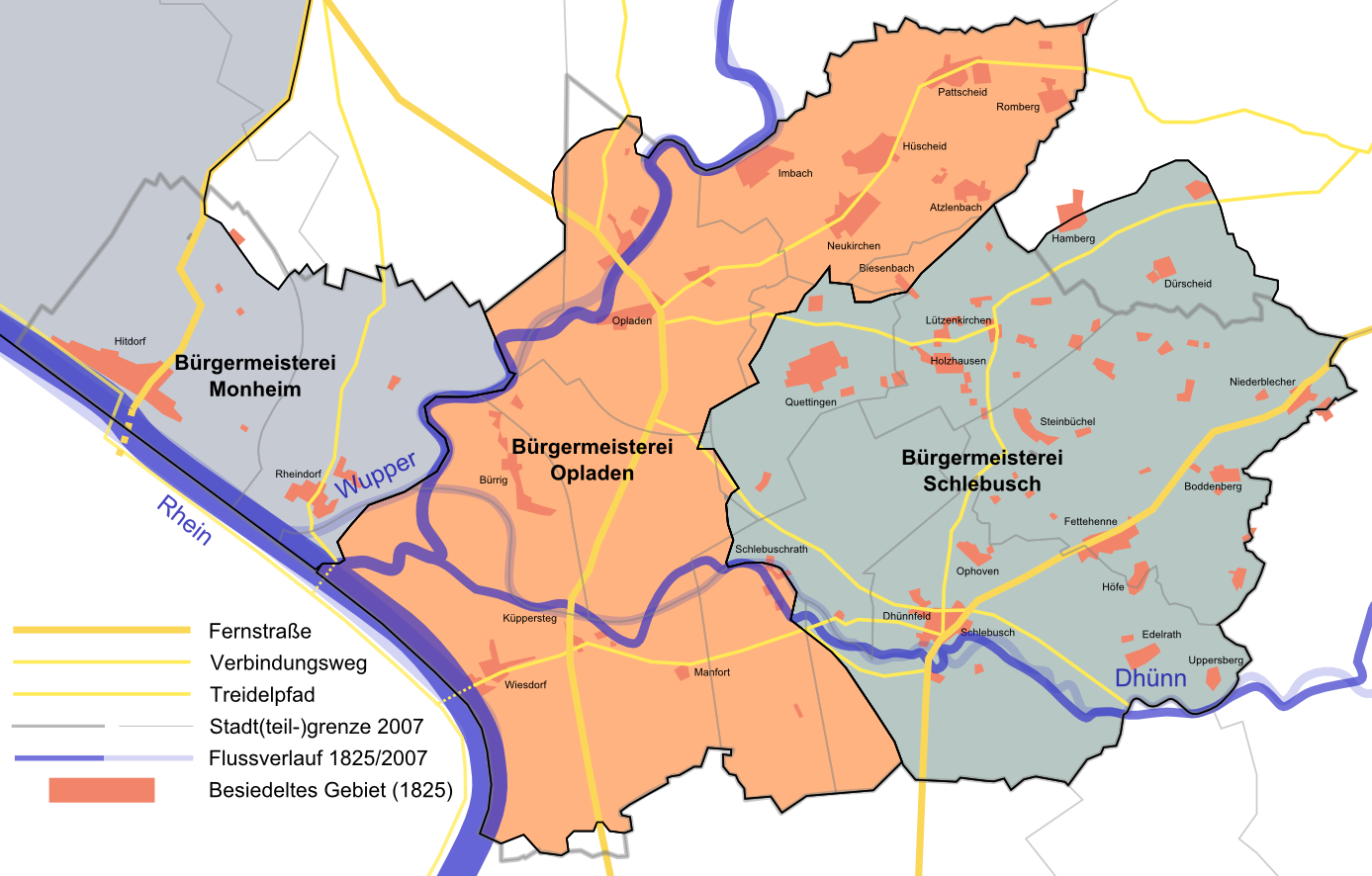
Bürgermeisterei Schlebusch (rechts) um 1820. Die Grenzen Schlebuschs blieben bis 1929 weitgehend unverändert.

Schlebusch war bereits in der Vorzeit besiedelt, wie umfangreich Gefäß-Funde aus der Zeit der nordeurasischen Wohnplatzkultur z. B. am Fundplatz „Rosenberg“ Schlebusch belegen.
Im Wald zwischen Schlebusch und Dünnwald liegt ein Grabhügelfeld aus der späten Bronze- und frühen Eisenzeit, was ebenfalls die Anwesenheit von Menschen bereits seit der Bronzezeit belegt.
Schlebusch wurde im Jahre 1135 erstmals urkundlich erwähnt. Es gehörte seit dem Mittelalter dem Amt Miselohe im Herzogtum Berg an. 1795 wurde Schlebusch von französischen Revolutionstruppen besetzt. Es entstand die Mairie Schlebusch, die zum Kanton Opladen gehörte. Der Kanton Opladen wiederum war ein Teil des Arrondissement Düsseldorf im Departement Rhin im Großherzogtum Berg. 1815 wurde die preußische Bürgermeisterei Schlebusch gebildet, die zunächst zum Kreis Opladen und seit 1819 zum Kreis Solingen im Regierungsbezirk Düsseldorf gehörte. Die Bürgermeisterei umfasste auch wesentliche Gebiete der heutigen Stadtteile Alkenrath, Lützenkirchen, Quettingen und Steinbüchel sowie die heute zu Burscheid gehörenden Ortsteile Dürscheid und Hamberg. 1820 schied Wiesdorf aus der Bürgermeisterei Schlebusch aus. 1927 wurde die Bürgermeisterei Schlebusch in Amt Schlebusch umbenannt, das ab 1929 dem neuen Kreis Solingen-Lennep angehörte. Am 1. April 1930 entstand aus dem Amt Schlebusch – allerdings ohne Lützenkirchen – zusammen mit der Stadt Wiesdorf sowie dem Amt Rheindorf und der Gemeinde Steinbüchel die neue Stadt Leverkusen.

## Kultur und Sehenswürdigkeiten

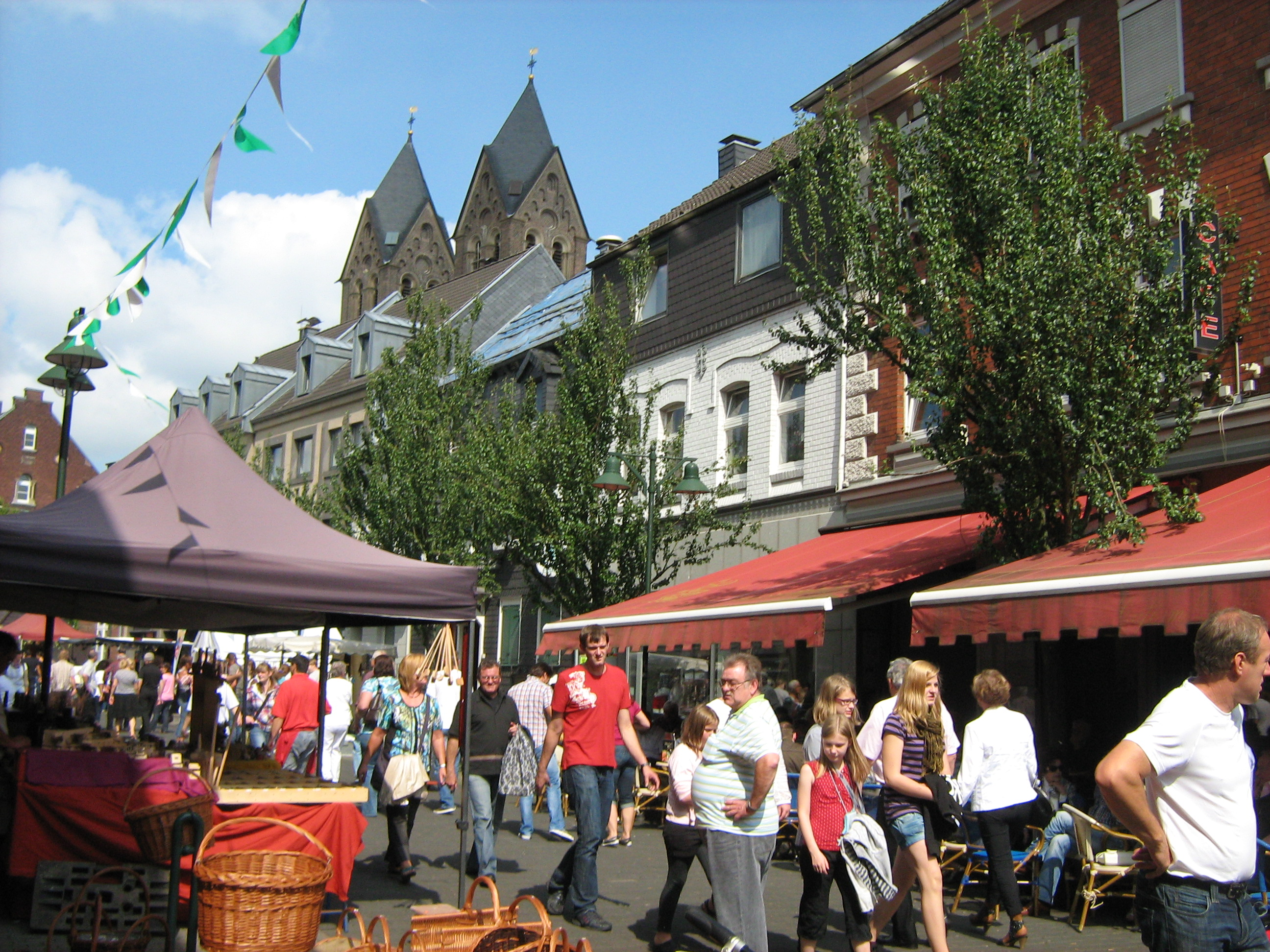
Fußgängerzone Schlebusch; im Hintergrund die Kirche St. Andreas

Schlebusch ist nach Wiesdorf und Opladen das dritte Zentrum Leverkusens. Mittelpunkt Schlebuschs ist die Anfang der 1990er-Jahre zur Fußgängerzone umgewandelte Bergische Landstraße mit zahlreichen Geschäften.
Alljährlich findet am Fronleichnams-Wochenende ein großes Schützen- und Volksfest im Wuppermannpark, auf dem Marktplatz und am Schützenplatz statt. Am Karnevalssamstag zieht der „Schull- un Veedelzoch“ durch den Stadtteil.
Weiterhin verfügt Schlebusch über einen traditionsreichen Fußballverein, den SV Schlebusch 1923 e. V., und zwei Schachvereine, die Schachfreunde Schlebusch und den Schachverein „Fideler Bauer“.
Der 1886 gegründete Männergesangverein Loreley-Schlebusch e. V. ist durch Konzertreisen über die Ortsgrenzen hinaus bekannt. Er verstärkt durch seine Konzerte das gesellschaftliche Leben in Schlebusch.
Im Frühjahr 2005 wurde in der ehemaligen Sensenfabrik H. P. Kuhlmann Söhne das Industriemuseum Freudenthaler Sensenhammer eröffnet. Träger dieses „lebendigen“ Industriemuseums ist der Förderverein Freudenthaler Sensenhammer e. V. In der Dauerausstellung werden an Original-Arbeitsplätzen die wichtigsten Schritte der Sensenherstellung erläutert, darüber hinaus gibt es regelmäßig Sonderausstellungen. In der Schmiedehalle finden Konzerte, Theaterabende und andere kulturelle Veranstaltungen statt.
1991 begann der Umbau der unter Denkmalschutz stehenden Villa Wuppermann zum heutigen Bürgerzentrum, in dem u. a. Veranstaltungen, Tagungen, Seminare, Hochzeiten und andere Events stattfinden. Zugleich ist die Villa Sitz des Bezirksbürgermeisters des Stadtbezirkes III.

## Infrastruktur

### Verkehrsanbindung

#### Straße
Schlebusch ist über die Anschlussstelle Leverkusen der Bundesautobahn 3 zu erreichen. Weiterhin führt die Landesstraße 188 quer durch Schlebusch, die hier den 2014 abgestuften Bereich der Bundesstraße 51 (Bremen-Köln-Saarland) darstellt und auf der auch die Buslinie 260 von Remscheid kommend über Schlebusch nach Köln-Deutz und Köln-Hauptbahnhof fährt.

#### DB-Bahnhof
Der Stadtteil liegt in der Nähe der Bahnstrecke Gruiten–Köln-Deutz. Der von der Deutschen Bahn AG als Leverkusen-Manfort bezeichnete Bahnhof hieß bis Ende 2021 „Leverkusen-Schlebusch“. Dies hatte historische Gründe: Da es den Stadtteil Manfort bei Errichtung des Bahnhofes noch nicht gab, wurde der Name der nächstgelegenen Ortschaft verwendet. 2020 beschloss der Stadtrat, den Bahnhof für ca. 30.000 € umbenennen zu lassen.
Der Bahnhof wird zweimal pro Stunde im SPNV von der Linie RB 48 (Rhein-Wupper-Bahn) bedient.
Von 1903 bis 1922 gab es von diesem Bahnhof eine Kleinbahn bis in den Ortskern von Schlebusch. Sie wurde aus wirtschaftlichen Gründen wieder eingestellt.

#### KVB-Haltestelle

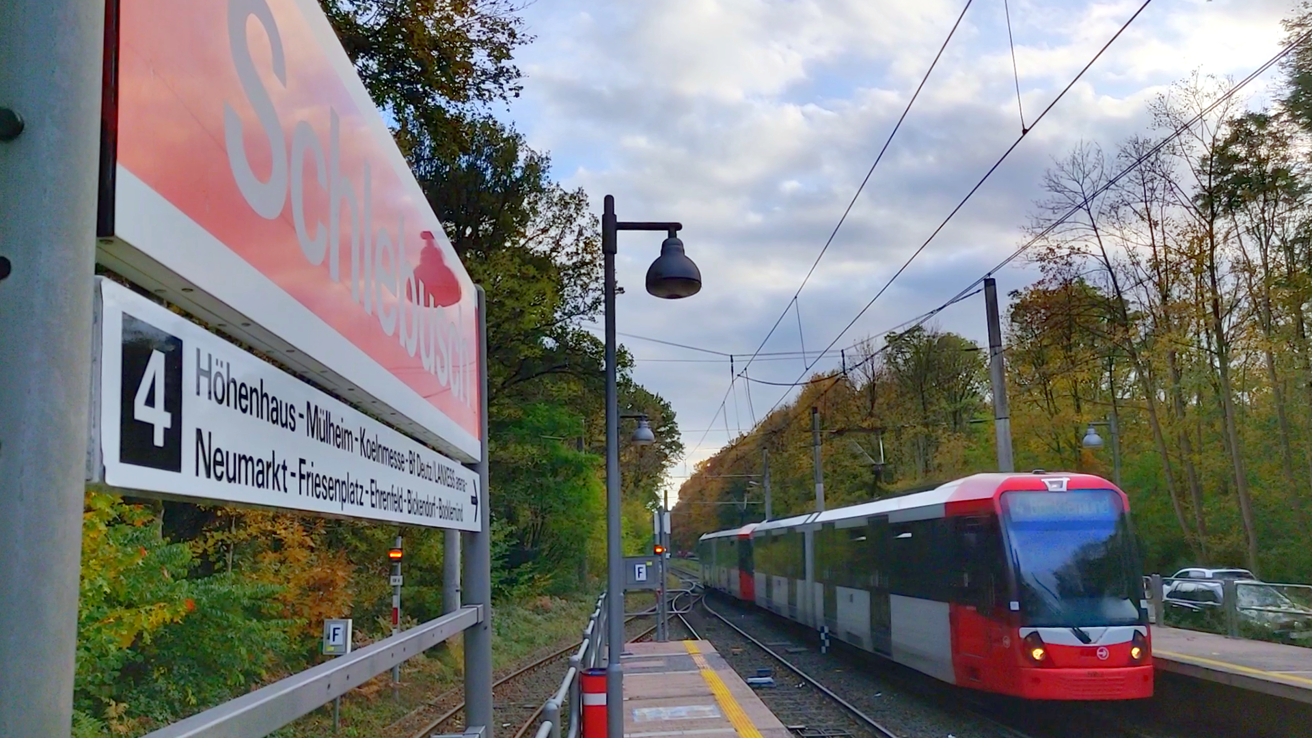
Endhaltestelle „Schlebusch“ der Stadtbahnlinie 4

Die Linie 4 der Kölner Verkehrs-Betriebe endet an der Haltestelle Schlebusch am Rande der Waldsiedlung auf Kölner Stadtgebiet, unmittelbar an der Stadtgrenze zwischen Leverkusen-Schlebusch und Köln-Dünnwald. Bei Fahrten ab Schlebusch gilt deshalb schon der Kölner Stadttarif.
| Linie | Verlauf / Anmerkungen | Takt (Mo–Sa) |
| ----- | --- | ------------ |
| 4     | Leverkusen-Schlebusch – Köln-Dünnwald – Höhenhaus – Mülheim Wiener Platz – Koelnmesse – Bf. Deutz/Lanxess Arena – U Severinstraße – U Poststraße – U Neumarkt – U Appellhofplatz (Breite Straße) – U Friesenplatz – U Hans-Böckler-Platz/Bahnhof West – U Piusstraße – U Körnerstraße – U Venloer Straße/Gürtel (Bf. Ehrenfeld) – U Leyendeckerstraße – U Rochusplatz – U Akazienweg – Bocklemünd | 10 min       |

Von 1928 bis 1958 führte diese Bahnlinie als Vorortbahn (Linie S) bis zur Reuterstraße in Schlebusch. Die Strecke war von den Mülheimer Kleinbahnen AG erbaut worden.

#### Busverkehr
Busverkehr wird in Schlebusch von den Unternehmen wupsi und RVK durchgeführt. Folgende Linien fahren durch Schlebusch:
| Linie | Verlauf | Betreiber |
| ----- | --- | --------- |
| 202   | Schlebusch (Stadtbahn) – Alkenrath – Opladen Busbf – Opladen Berliner Platz – Villa Römer                      | wupsi     |
| 205   | Opladen Busbf – Neue Bahnstadt Opladen – Lützenkirchen – Steinbüchel – Schlebusch (Stadtbahn)                  | wupsi     |
| 207   | Rheindorf Nord – Küppersteg (S) – BayArena – Schlebusch – Alt Steinbüchel – Mathildenhof                       | wupsi     |
| 208   | Leverkusen Wiesdorf – Leverkusen Mitte Bf – Schlebusch – Mathildenhof                                          | wupsi     |
| 211   | Rheindorf Nord – Rheindorf (S) – Bürrig – Leverkusen Mitte Bf – Schlebusch – Alt Steinbüchel                   | wupsi     |
| 212   | Leverkusen Mitte Bf – Konrad-Adenauer-Platz – Finanzamt (Manfort Bf) – Schlebusch – Odenthal-Blecher/Altenberg | wupsi     |
| 213   | Burscheid-Hilgen – Kaltenherberg – Schnorrenberg – Schlebusch                                                  | wupsi     |
| 222   | Opladen Bf. – Konrad-Adenauer-Platz – Manfort Bf – Schlebusch– Schildgen – Bergisch Gladbach Bf                | wupsi     |
| 260   | Köln Breslauer Platz/Hbf – Schlebusch – Wermelskirchen – Remscheid                                             | RVK       |
| SB21  | Rheindorf – Leverkusen Mitte Bf – Schlebusch – Alt Steinbüchel                                                 | wupsi     |
| SB22  | Leverkusen Mitte Bf – Konrad-Adenauer-Platz – Finanzamt (Manfort Bf) – Schlebusch – Mathildenhof               | wupsi     |
| SB28  | Mathildenhof – Schlebusch – Willy-Brandt-Ring – Chempark (S) – Chempark Tor 1                                  | wupsi     |
| SB29  | Alt Steinbüchel – Schlebusch – Leverkusen Mitte Bf – Chempark Tor 10                                           | wupsi     |
| N22   | Opladen Busbf – Küppersteg – BayArena – Schlebusch (Stadtbahn) – Alkenrath – Fixheide – Quettingen             | wupsi     |
| N24   | Leverkusen Mitte Bf – Manfort Bf – Schlebusch – Alt Steinbüchel – Mathildenhof                                 | wupsi     |

### Einrichtungen

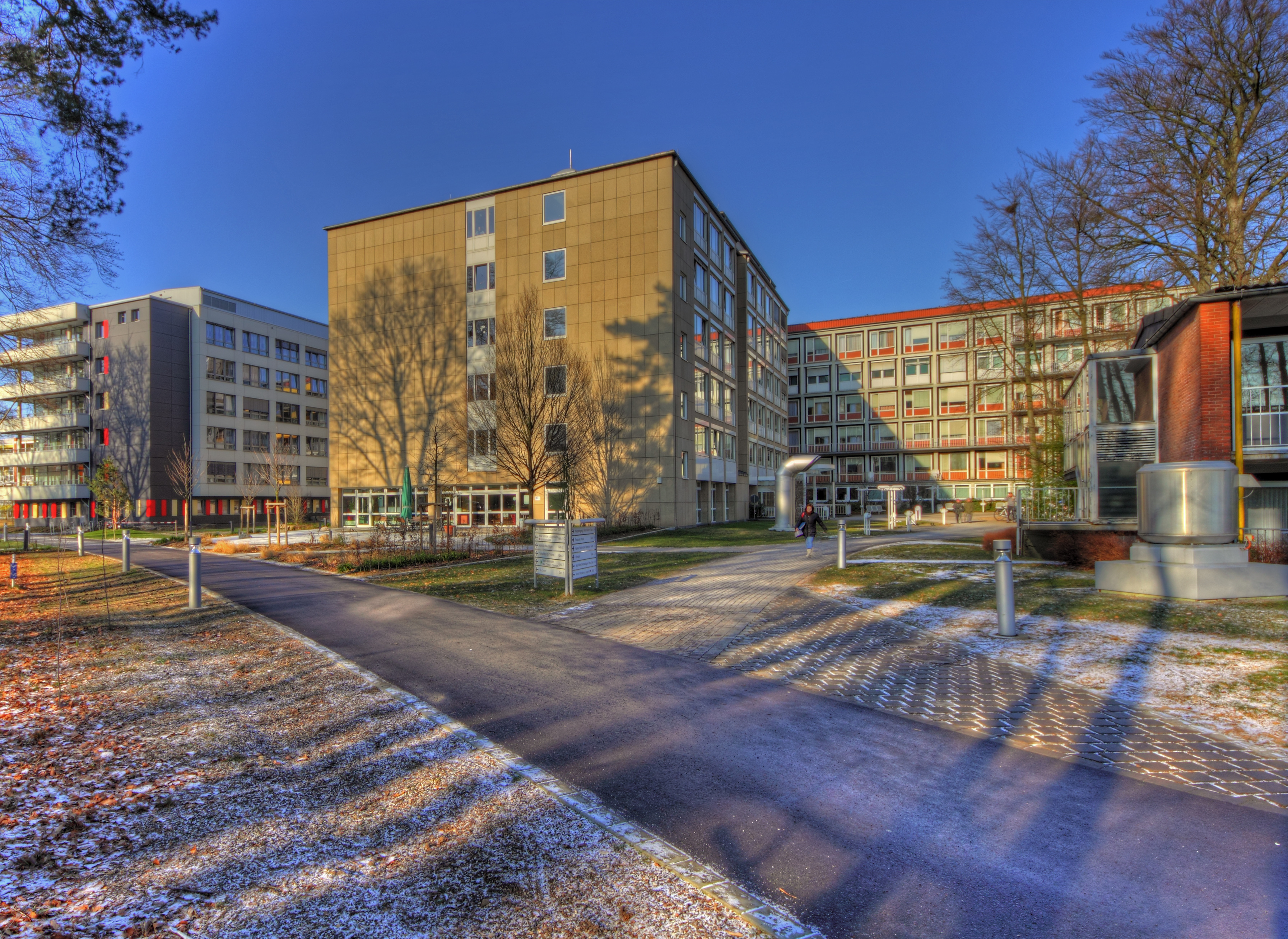
Klinikum Leverkusen in Schlebusch

Bildungseinrichtungen in Schlebusch sind das Freiherr-vom-Stein-Gymnasium, die Gesamtschule Schlebusch sowie verschiedene Grundschulen und Kindergärten.

## Persönlichkeiten
- Rolf Wedewer (* 1932 in Münster; † 2010 in Leverkusen), Kunsthistoriker, Kurator und Museumsdirektor im Schloss Morsbroich, lebte in Schlebusch
- Werner Steinhausen (* 22.11.1504 in Schlebusch; † 17.12.1588 in Barby), Magister und Kirchenvorsteher der Grafschaft Barby.